# Fai de Velai
Fai de Linhon (en francès Fay-sur-Lignon) és un municipi francès situat al departament de l'Alt Loira i a la regió d'Alvèrnia-Roine-Alps. L'any 2007 tenia 426 habitants.

## Demografia

### Població
El 2007 la població de fet de Fay-sur-Lignon era de 426 persones. Hi havia 188 famílies de les quals 72 eren unipersonals (28 homes vivint sols i 44 dones vivint soles), 48 parelles sense fills, 56 parelles amb fills i 12 famílies monoparentals amb fills.
La població ha evolucionat segons el següent gràfic:
Habitants censats

### Habitatges
El 2007 hi havia 337 habitatges, 191 eren l'habitatge principal de la família, 89 eren segones residències i 57 estaven desocupats. 252 eren cases i 84 eren apartaments. Dels 191 habitatges principals, 127 estaven ocupats pels seus propietaris, 56 estaven llogats i ocupats pels llogaters i 9 estaven cedits a títol gratuït; 12 tenien una cambra, 10 en tenien dues, 44 en tenien tres, 49 en tenien quatre i 77 en tenien cinc o més. 102 habitatges disposaven pel capbaix d'una plaça de pàrquing. A 70 habitatges hi havia un automòbil i a 72 n'hi havia dos o més.

### Piràmide de població
La piràmide de població per edats i sexe el 2009 era:
| Homes | Edats   | Dones |
| ----- | ------- | ----- |
| 0     | 95 o +  | 0     |
| 0     | 90 a 94 | 0     |
| 4     | 85 a 89 | 12    |
| 4     | 80 a 84 | 0     |
| 28    | 75 a 79 | 32    |
| 28    | 70 a 74 | 32    |
| 4     | 65 a 69 | 8     |
| 4     | 60 a 64 | 4     |
| 12    | 55 a 59 | 8     |
| 8     | 50 a 54 | 0     |
| 16    | 45 a 49 | 12    |
| 12    | 40 a 44 | 12    |
| 8     | 35 a 39 | 8     |
| 12    | 30 a 34 | 8     |
| 4     | 25 a 29 | 0     |
| 8     | 20 a 24 | 0     |
| 8     | 15 a 19 | 24    |
| 8     | 10 a 14 | 4     |
| 4     | 5 a 9   | 8     |
| 8     | 0 a 4   | 16    |

## Economia
El 2007 la població en edat de treballar era de 214 persones, 145 eren actives i 69 eren inactives. De les 145 persones actives 139 estaven ocupades (81 homes i 58 dones) i 7 estaven aturades (2 homes i 5 dones). De les 69 persones inactives 24 estaven jubilades, 18 estaven estudiant i 27 estaven classificades com a «altres inactius».

### Ingressos
El 2009 a Fay-sur-Lignon hi havia 175 unitats fiscals que integraven 383,5 persones, la mediana anual d'ingressos fiscals per persona era de 13.221 €.

### Activitats econòmiques
Dels 53 establiments que hi havia el 2007, 2 eren d'empreses extractives, 2 d'empreses alimentàries, 7 d'empreses de construcció, 13 d'empreses de comerç i reparació d'automòbils, 5 d'empreses de transport, 5 d'empreses d'hostatgeria i restauració, 1 d'una empresa financera, 2 d'empreses immobiliàries, 4 d'empreses de serveis i 12 d'entitats de l'administració pública.
Dels 13 establiments de servei als particulars que hi havia el 2009, 1 era una oficina d'administració d'Hisenda pública, 1 gendarmeria, 1 oficina de correu, 1 una oficina bancària, 2 tallers de reparació d'automòbils i de material agrícola, 2 paletes, 3 fusteries, 1 lampisteria i 1 restaurant.
Dels 2 establiments comercials que hi havia el 2009, 1 era una botiga de menys de 120 m² i 1 una fleca.
L'any 2000 a Fay-sur-Lignon hi havia 19 explotacions agrícoles que ocupaven un total de 451 hectàrees.

## Equipaments sanitaris i escolars
El 2009 hi havia 1 centre de salut i 1 farmàcia.
El 2009 hi havia una escola elemental.

## Poblacions més properes
El següent diagrama mostra les poblacions més properes.